# Paraphyllomimus apterus
Paraphyllomimus apterus är en insektsart som beskrevs av Max Beier 1954. Paraphyllomimus apterus ingår i släktet Paraphyllomimus och familjen vårtbitare. Inga underarter finns listade i Catalogue of Life.